# João Rodrigues
Pour les articles homonymes, voir João Rodrigues (homonymie) et Rodrigues (homonymie).
João Rodrigues, dit Giram, né en 1558 à Sernancelhe au Portugal et décédé en 1633 (ou 1634) à Macao, fut un prêtre jésuite portugais, missionnaire au Japon puis à Macao. Il est surtout connu comme linguiste pour ses travaux d'introduction à la langue japonaise.

## Biographie
A peine âgé de 14 ans, João Rodrigues s'embarque pour l'Inde. Il poursuit jusqu’au Japon. Peu de temps après son arrivée, en 1577, il entre dans la Compagnie de Jésus et fait son noviciat à Ōita. Après sa première formation spirituelle il passe quelque temps dans l’enseignement et à l'apprentissage personnel de la langue japonaise et termine quelques années plus tard ses études en théologie à Nagasaki.
Ordonné prêtre à Macao (ou se trouvait le seul évêque catholique de tout l’Extrême-Orient), il retourne au Japon, où, comme missionnaire, il exerce diversement des activités de marchand, diplomate, et interprète parmi les navigateurs japonais et étrangers. Sa maîtrise de la langue japonaise lui vaut une relation privilégiée avec les principaux dirigeants japonais pendant la période de la guerre civile et la consolidation du shogun Tokugawa Ieyasu. Cette époque correspond à l'expansion de la présence portugaise et à l'arrivée du premier navigateur anglais, William Adams, dans cette région.
Doué pour la plume il met par écrit ses observations sur la vie japonaise, notamment les événements politiques de l'émergence du shogunat, ainsi qu’une description détaillée de la cérémonie du thé. Dans ses écrits, il fait montre d’une grande ouverture d'esprit sur la culture de son pays d'accueil, louant même le caractère sacré des moines bouddhistes.
João Rodrigues aurait été expulsé du Japon en 1610, à la suite d'un incident avec le navire portugais Madre de Deus. Ce navire fut impliqué dans un conflit à Macao en 1609, durant lequel des marins japonais perdirent la vie. Les autorités japonaises tentèrent d'arrêter le capitaine André Pessoa à son retour à Nagasaki. Dans l'escarmouche qui s’ensuivit le navire fut incendié et coula alors qu'il tentait de quitter le port de la ville. En représailles à l'incident diplomatique, des portugais furent expulsés du pays, dont João Rodrigues.
De retour à Macao, le père Rodrigues se consacre à la recherche des origines des communautés chrétiennes établies là depuis le XIIIe siècle. Il meurt le 1 août 1633 et est enterré dans l'église du collège Saint-Paul (aujourd'hui Ruines de Saint-Paul).

## Écrits
- Vocabulario da Lingoa de Iapam (Nippo Jisho), un dictionnaire japonais-portugais (1603).
- Arte da lingoa de Iapam, une grammaire japonaise (1604).
- Historia da Igreja do Japão, une histoire de l'Église au Japon (1634).